# Guri Ingebrigtsen
Guri Helene Ingebrigtsen, född 19 maj 1952 i Værøy kommun, död 5 januari 2020, var en norsk politiker i Arbeiderpartiet. Hon var politisk rådgivare till den norska social- och hälsoministern 1996 och 1996–1997 samt minister i samma departement under perioden 2000–2001 i Regeringen Stoltenberg I.
Under 1970-talet var Ingebrigtsen med i Arbeidernes kommunistparti. Mellan 1999 och 2000 och 2003–2007 var hon borgmästare i Vestvågøy kommun.